# Мусса Єо
Мусса Єо (фр. Moussa Yeo, нар. 1 червня 2004, Бамако) — малійський футболіст, півзахисник австрійського клубу «Ред Булл».

## Клубна кар'єра
Народився 1 червня 2004 року в місті Бамако. Вихованець футбольної школи клубу «Гідарс» на батьківщині.
7 серпня 2022 року він перейшов до австрійського клубу «Ред Булл», підписавши 5-річний контракт, після чого одразу був відданий у фарм-клуб «Ліферінг», в якому провів два сезони, взявши участь у 33 матчах другого дивізіону Австрії. 
12 травня 2024 року Єо дебютував у складі першої команди «Зальцбурга», вийшовши на заміну в переможному матчі австрійської Бундесліги проти «Гартберга» (5:1) і повноцінно був включений до основної команди «Ред Булла» на наступний сезон 2024/25 років. Станом на 30 травня 2025 року відіграв за команду із Зальцбурга 23 матчі в національному чемпіонаті.

## Виступи за збірну
Протягом 2022–2023 років залучався до складу молодіжної збірної Малі. На молодіжному рівні зіграв у 5 офіційних матчах.

## Статистика виступів

### Статистика клубних виступів
Станом на 27 квітня 2025
| Сезон                | Команда              | Чемпіонат            | Чемпіонат | Чемпіонат | Національний кубок | Національний кубок | Національний кубок | Континентальні кубки | Континентальні кубки | Континентальні кубки | Інші змагання | Інші змагання | Інші змагання | Усього | Усього | Усього |
| Сезон                | Команда              | Ліга                 | Ігор      | Голів     | Ліга               | Ігор               | Голів              | Ліга                 | Ігор                 | Голів                | Ліга          | Ігор          | Голів         | Ігор   | Голів  |        |
| -------------------- | -------------------- | -------------------- | --------- | --------- | ------------------ | ------------------ | ------------------ | -------------------- | -------------------- | -------------------- | ------------- | ------------- | ------------- | ------ | ------ | ------ |
| 2022–23              | «Ліферінг»           | 2Л                   | 18        | 1         | -                  | -                  | -                  | -                    | -                    | -                    | -             | -             | -             | 18     | 1      |        |
| 2023–24              | «Ліферінг»           | 2Л                   | 15        | 5         | -                  | -                  | -                  | -                    | -                    | -                    | -             | -             | -             | 15     | 5      |        |
| Усього за «Ліферінг» | Усього за «Ліферінг» | Усього за «Ліферінг» | 33        | 6         |                    | -                  | -                  |                      | -                    | -                    |               | -             | -             | 33     | 6      |        |
| 2023–24              | «Ред Булл»           | БЛ                   | 1         | 0         | КА                 | 0                  | 0                  | ЛЧ                   | 0                    | 0                    | -             | -             | -             | 1      | 0      |        |
| 2024–25              | «Ред Булл»           | БЛ                   | 22        | 5         | КА                 | 3                  | 0                  | ЛЧ                   | 10                   | 1                    | КЧС           | -             | -             | 35     | 6      |        |
| Усього за «Ред Булл» | Усього за «Ред Булл» | Усього за «Ред Булл» | 23        | 5         |                    | 3                  | 0                  |                      | 10                   | 1                    |               | -             | -             | 36     | 6      |        |
| Усього за кар'єру    | Усього за кар'єру    | Усього за кар'єру    | 56        | 11        |                    | 3                  | 0                  |                      | 10                   | 1                    |               | -             | -             | 69     | 12     |        |